# Thiotrichales
Thiotrichales es un orden de Gammaproteobacteria que incluye principalmente al notable Thiomargarita magnifica la bacteria más grande conocida. También incluye algunos patógenos como Francisella tularensis.
- Datos: Q1465692
- Multimedia: Thiotrichales / Q1465692
- Especies: Thiotrichales